# Лі-Рой Ньютон
Лі-Рой Ньютон (англ. Lee-Roy Newton; нар. 19 грудня 1978) — південноафриканський легкоатлет, який спеціалізувався в бігу на короткі дистанції.

## Спортивні досягнення
Чемпіон світу з естафетного бігу 4×100 метрів (2001). Фіналіст (6-е місце) змагань з естафетного бігу 4×100 метрів на чемпіонаті світу (1999).
Срібний призер чемпіонату Африки з естафетного бігу 4×100 метрів (2006). Фіналіст (5-е місце) змагань з бігу на 100 метрів на чемпіонаті Африки (2004).
Срібний призер Універсіади з естафетного бігу 4×100 метрів (1999).
Срібний призер Ігор Співдружності з естафетного бігу 4×100 метрів (2006).